# María Mercedes Ruiz
María Mercedes Ruiz Orozco (Popayán, 10 de agosto de 1974) es una exreina, periodista, administradora y presentadora de televisión colombiana.

## Biografía
Nació en Popayán, estudió odontología en la Universidad Nacional de Colombia. Hizo su maestría en endodocia y diseño de sonrisa en la Universidad Santo Tomás e hizo su especialización en comunicación corporativa en el Politécnico Grancolombiano. Participó como Señorita Cauca en el Concurso Nacional de Belleza en 1996 y la eligieron como segunda princesa. 
Su carrera abarcó como presentadora de concursos Sorpresa millonria y Fantástico en la Primera Cadena, presentó los programas Goles y golazos y El programa de la tarde. Entre 2002-2003 fue presentadora Muy buenos días con Jota Mario Valencia y Yaneth Waldman.
Entre 2003-2005 se desempeñó como presentadora de farándula de CM&, en 2006 dirigió la sección Corona tu casa de Día a día, Fluye Bogotá de Canal Capital, entre 2007 hasta su renuncia en 2015 fue periodista y presentadora de Arriba Bogotá, Netas divinas y Citynoticias de Citytv.
Entre 2015-2024 fue asesora de comunicaciones y administrativa en empresas Fondo Adaptación, RTVC, Fondo Nacional del Ahorro y Colpatria. En 21 de abril de 2025 regresó a la televisión como presentadora de Buen día, Colombia, con Ana Karina Soto y Orlando Liñán en reemplazo de Viena Ruiz.